# Sarkophage von Punta
 Die stierförmigen hölzernen Sarkophage von Punta (spanisch Sarcófagos tauromorfos de la Punta) wurden 1969 von den Höhlenforschern Toni Marquet und José Antonio Encinas, etwa 3 Kilometer von Bóquer, nördlich von Pollença im Norden der spanischen Baleareninsel Mallorca unweit der Nekropole von Cala Sant Vicenç entdeckt.
Die in Teilen gefundenen Sarkophage hatten eine eher hirschartige Form mit Löchern für die Hörner am Kopf, während der Körper als Sarg (Victor M. Guerrero spricht von einem Sarg für Kleinkinder) fungierte und die Tradition der Baumsärge fortsetzte. Diese Art der Bestattung mit Parallelen in der Höhle Sa Cometa des Morts und in der Höhle von Son Boronat bei Calvià entspricht der letzten Phase der Talayot-Kultur (etwa 440 v. Chr.), in der der Stier die Figur des Baal-Hammon, eines semitischen Gottes, repräsentiert haben könnte. Personen, die mit solch besonderen Ehren begraben wurden, waren sicher Mitglieder der Aristokratie.